# Filientomon gentaroanum
Filientomon gentaroanum är en urinsektsart som beskrevs av Nakamura 200. Filientomon gentaroanum ingår i släktet Filientomon och familjen lönntrevfotingar. Inga underarter finns listade i Catalogue of Life.